# Charles Brackett
Charles Brackett (Saratoga Springs,  26 de novembro de 1892 - Beverly Hills,  9 de março de 1969) foi um  romancista, roteirista e produtor de cinema estadunidense.

## Biografia
Brackett foi presidente do Screen Writers Guild (1938-1939), e atuou como presidente da Academia de Artes e Ciências Cinematográficas de 1949 a 1955. Ele escreveu ou produziu mais de 40 filmes durante sua carreira, incluindo Ninotchka (1939), A Incrível Suzana (1942), Só Resta uma Lágrima (1946), O Quarto Mandamento (1951), Torrentes de Paixão (1953), O Rei e Eu (1956), A Casa das Amarguras (1958), Tudo Azul com o Barba Azul (1959), e Blue Jeans - O Que os Pais Desconhecem (1959).
De 1936-1950, Brackett trabalhou com Billy Wilder como seu colaborador em treze filmes, incluindo Farrapo Humano (1945) e Crepúsculo dos Deuses (1950), que ganhou o Oscar por seus roteiros. A parceria profissional da dupla terminou em 1950, após a conclusão do Crepúsculo dos Deuses. Brackett então foi trabalhar na 20th Century-Fox como roteirista e produtor. Seu roteiro de Titanic (1953) lhe rendeu outro Oscar. Ele recebeu um Oscar honorário pelo conjunto da obra em 1958.